# Residuo peligroso

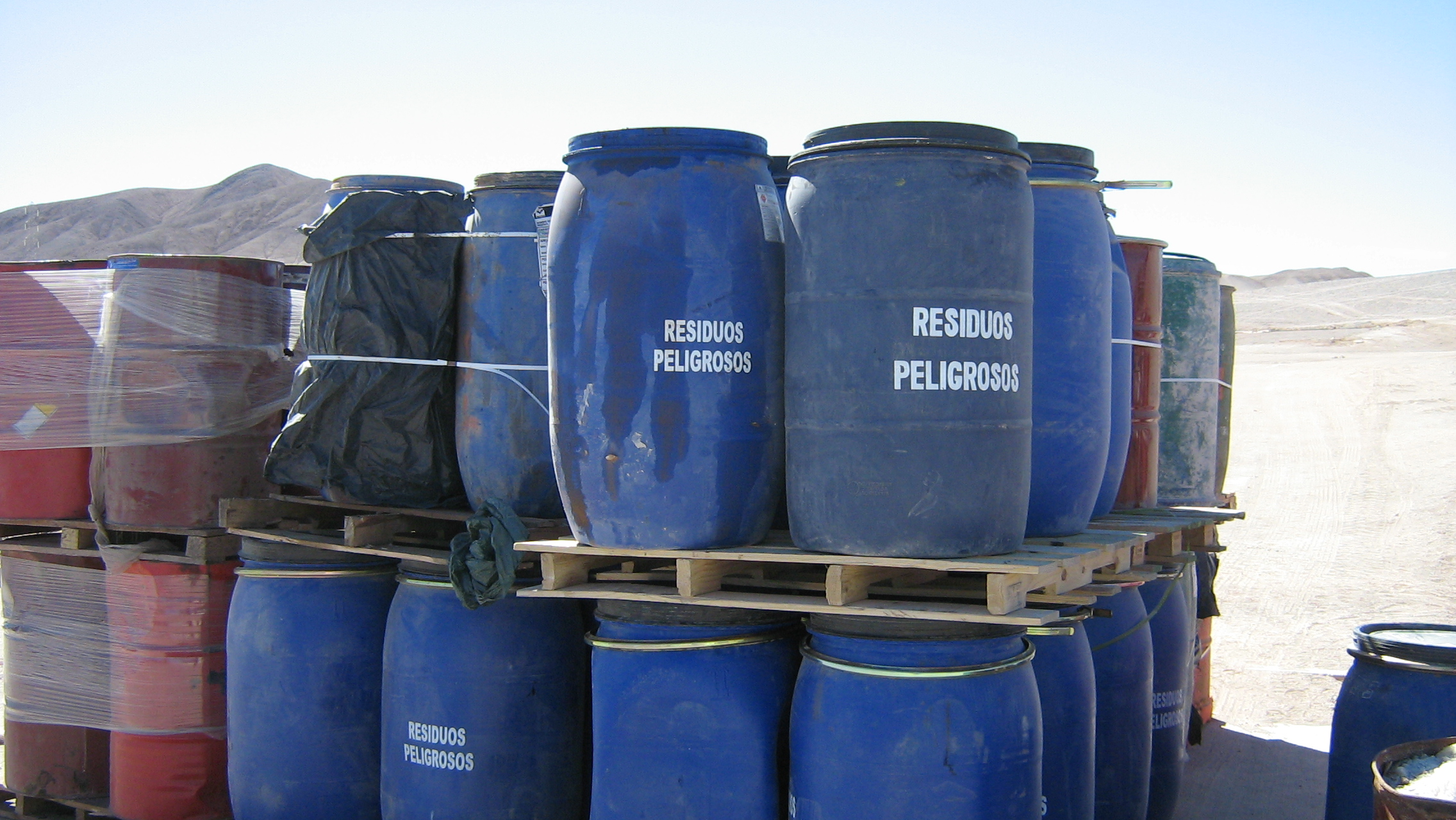
Tambores de hdp de alta densidad conteniendo residuos peligrosos

Se denomina residuo peligroso a aquel que contiene propiedades intrínsecas que presentan riesgos para la salud y para el medio ambiente.
Según la legislación española en materia de residuos Ley 7/2022 establecida sobre la base de la normativa europea y convenios internacionales, se considera residuo peligroso al residuo en sí, también al recipiente o envase que haya podido contenerlo.
La decisión sobre si unos residuos son peligrosos o no, es propia de legisladores y autoridades públicas. Hay un concepto común que se utiliza para definir las propiedades que convierten a un residuo en peligroso (como el ser inflamable, tóxico, cancerígeno, infeccioso, entre otros). Sin embargo, algunos residuos producidos en ciertas prácticas industriales, o que exhiben determinadas propiedades, pueden estar fuera del alcance de un régimen de gestión de residuos; mientras que otros desechos pueden encontrarse fuera del alcance de la gestión de residuos, pueden ser reguladas por otros regímenes (de aguas residuales; mediante la legislación de aguas residuales, de emisiones de gases industriales; mediante la legislación de control de emisiones, de residuos radiactivos; mediante la legislación sobre radiactividad, etc.). Los residuos industriales peligrosos pueden, básicamente, estar sometidos a la legislación sobre residuos peligrosos, como es el caso por ejemplo, de la UE, independientemente de si se producen en forma sólida, líquida o de lodos.
Ejemplos de residuos peligrosos incluyen relaves mineros, emisiones aéreas desde chimeneas, derrames industriales en cauces superficiales, restos de pesticidas que aún se encuentran en vegetales, así como pinturas, sprays, disolventes, etc.

## Historia
Hasta hace pocas décadas, los residuos hoy catalogados como peligrosos eran parte de los desechos industriales, hospitalarios e incluso domiciliarios. Estos se depositaban en lugares no autorizados como basureros, orillas de ríos, humedales o simplemente se vertían al agua o bien se disponían en vertederos municipales juntamente con los desechos sólidos domiciliarios. Hay muchos eventos conocidos que, a raíz de estas malas prácticas, han generado perjuicios a la población y salud humana. Por ejemplo, la acumulación de sales de plomo en el norte de Chile, que en sectores cercanos han causado a la población infantil problemas de tipo neurológico (leucemia) y efectos teratogénicos en la población adulta.
La mayor conciencia ambiental, surgida a través del Convenio de Basilea, Convenio de Róterdam y otros acuerdos medioambientalistas, llevó a los países en vías de desarrollo y desarrollados a legislar acerca de la materia y a que se legislara sobre su clasificación, almacenamiento y disposición final.
Debido a ello, la ingeniería ambiental ha tenido un papel preponderante en modelar planes de manejo de desechos peligrosos y las autoridades han debido normar estas actividades. El Estado, en su función garante de preservar la salud pública y el medio ambiente, ha elaborado leyes ambientales al respecto. Los generadores de desechos peligrosos a su vez se han visto obligados a clasificarlos y a contratar servicios para su procesamiento y disposición definitiva.
Los peligros que entrañan a la población y al medio ambiente provienen de las propiedades peligrosas intrínsecas que presentan. Estos peligros son los efectos mutagénicos, teratogénicos, cancerígenos o la reactividad con el medio, pudiendo generarse productos altamente tóxicos o dañinos, además de los efectos a largo plazo.
Todas las empresas que manipulen gases refrigerantes deberán prever las nuevas disposiciones legales a las que están sujetas desde 2010 y a partir de 2015, debido a que dentro de los que se usan como soluciones de refrigeración, aire acondicionado y climatización se encuentran sustancias como los hidroclorofluorocarbonos (HCFCs), que dañan la capa de ozono y que a partir de su prohibición han sido remplazados por algunas empresas por los clorofluorocarbonos (CFCs), que no la dañan directamente pero inciden directamente en el calentamiento global.

### ¿Cuándo se considera peligroso un residuo?
En España, un residuo tendrá esta consideración cuando reúna alguna o varias de las siguientes características, recogidas en el Anexo I de la Ley 7/2022, de 8 de abril, de residuos y suelos contaminados para una economía circular.

### Los residuos en la Unión Europea
Alrededor de 3000 millones de toneladas de residuos son generadas en la UE cada año (más de seis toneladas por persona), incluidas 40 millones de toneladas de residuos peligrosos (más de 10 kilogramos por persona). Esto tiene un gran impacto sobre el medio ambiente y es causa de contaminación y emisiones de gases de efecto invernadero que contribuyen al cambio climático. Una buena gestión de residuos puede reducir significativamente este impacto, y el pensamiento y evaluación de ciclo de vida puede ayudar a quienes crean políticas a elegir las mejores opciones medioambientales.
La política de la UE sobre recursos y residuos se plantea avanzar hacia un futuro más eficiente y sostenible en recursos. Las políticas y la legislación sobre residuos de la UE ponen de manifiesto la necesidad de mejorar la gestión de los mismos. Su cantidad aumentará en los próximos años, debido al crecimiento de la población y al desarrollo industrial progresivo. Por esta razón, debería existir un sistema de gestión de residuos adecuado  en cada país para hacer frente a los desafíos cada vez mayores que plantean los residuos en general y los residuos peligrosos en particular, evitando en el futuro hechos vergonzosos como los "famosos" navíos de los venenos.
Como ejemplo, la Unión Europea ha tomado medidas de fondo para abordar los problemas de la gestión inadecuada de los residuos y ha logrado resultados modelos que pueden servir de guía a otros países en el desarrollo exitoso de sus sistemas de gestión de residuos peligrosos y otros residuos. La gestión de residuos en la UE puede ser entendida como un enfoque basado en tres principios:
1. Prevención de residuos: Como factor clave, es preciso reducir la cantidad de residuos generados.
2. Reciclaje y reutilización: Si no se pueden evitar los residuos, hay que recuperar el mayor número de materiales que sea posible, preferiblemente mediante reciclado.
3. La mejora en la eliminación final y seguimiento: Siempre que sea posible, los residuos que no pueden reciclarse o reutilizarse deben ser incinerados de manera segura, acudiendo al relleno sanitario solo como un último recurso.

### Desechos industriales peligrosos en los EE.UU
Cuatro tipos de industria representan alrededor del 20 % de los desechos peligrosos industriales generados en los Estados Unidos:
1. fabricación de productos químicos,
2. producción primaria de metales,
3. fabricación en metal, y
4. procesamiento de petróleo.

Las grandes plantas químicas y refinerías de petróleo, y otros "generadores de grandes cantidades" que producen más de 1000 kg de residuos peligrosos al mes, son las más visible y fuertemente reguladas en los Estados Unidos. Sin embargo, las empresas de todos los tamaños generan productos químicos peligrosos; la EPA (Agencia de Protección Ambiental de los EE. UU.) tiene actualmente un listado de más de 250 000 instalaciones que son "generadores de pequeñas cantidades" (GPC) de residuos peligrosos. Estos productores varios más pequeños representan aproximadamente el 10% de las sustancias potencialmente peligrosas que se producen cada año. Aunque la gran industria produce la mayor parte de los residuos peligrosos en los Estados Unidos, los generadores de pequeñas cantidades (GPC) que producen entre 100 a 1.000 kg de residuos peligrosos al mes presentan desafíos regulatorios especiales: 
1. Los productos químicos utilizados en talleres de automóviles, tintorerías, empresas constructoras, laboratorios científicos, revelado de fotografías, impresores, grandes oficinas, y agricultores son a menudo tóxicos.
2. Los residuos peligrosos generados por GPCs son mucho más variados que los producidos por las grandes empresas. Cada producto químico, ya se trate del suministro para un mes de líquido para el lavado en seco o lo que una casa entera requiere de insumos químicos residenciales, necesita su propia estrategia de manipulación y eliminación.
3. Los GPCs, que no cuentan con el apoyo jurídico y administrativo común en las grandes empresas, a menudo encuentran dificultades para descifrar la normativa sobre residuos peligrosos. El incumplimiento puede ser el resultado de la pura ignorancia de la responsabilidad de una pequeña empresa con el cumplimiento de las leyes ambientales.

Otras fuentes de residuos peligrosos en los EE. UU. están asociadas con las bases militares, las minas y las comunidades residenciales. Las bases militares de los Estados Unidos tienen algunos de los más graves problemas de desechos peligrosos de la nación, un problema que solo recientemente ha sido abordado por el gobierno y las agencias ambientales privadas. Cerca de 19.000 sitios en 1.800 instalaciones militares muestran algún grado de contaminación del suelo o de las aguas subterráneas. Más de 90 bases militares han estado en la lista de sitios de limpieza de residuos peligrosos de alta prioridad del superfondo de la EPA. Por otra parte, una ley aprobada en 1992 permite que las agencias reguladoras federales y estatales impongan multas a los militares si sus residuos peligrosos no se manejan de manera adecuada. Antes de esto, las fuerzas armadas no estaban sujetas a las leyes ambientales estatales o federales. En consecuencia, el ejército tiene ahora una gama de programas para eliminar los problemas de residuos peligrosos en sus bases.

### Los residuos de la minería
Los residuos de la minería, un tipo de residuos industriales, a menudo incluyen sustancias peligrosas. Las operaciones mineras suelen utilizar productos químicos peligrosos, y a veces se liberan sustancias naturalmente tóxicas en el medio ambiente durante la extracción y eliminación de sus residuos. Por ejemplo, la extracción de oro en la cuenca amazónica de América del Sur tiene como resultado la liberación de 90 a 120 toneladas de mercurio en los ríos cada año. Esto ha dado lugar a niveles elevados de mercurio en los peces y seres humanos de la región. La separación química de minerales de mena como plomo, hierro, y zinc a partir de sus rocas anfitrionas, crea el llamado drenaje ácido de minas que contiene tanto productos químicos tóxicos usados en el proceso de separación, como el arsénico y el ácido sulfúrico, como metales pesados tóxicos, tales como el plomo y el mercurio. El drenaje ácido de las minas producido por la minería de metales en el oeste de Estados Unidos ha contaminado el agua potable y ha causado graves daños ecológicos desde mediados del siglo XIX.

### Los desechos domésticos peligrosos
Los desechos domésticos peligrosos son productos descartados, utilizados en el hogar, que contienen sustancias peligrosas. Algunos ejemplos incluyen pintura, aceite de motor y anticongelante, limpiadores de desagües, y pesticidas. En la década de 1980, muchos gobiernos locales en los EE. UU. y Canadá comenzaron a establecer programas de recogida habitual de residuos domésticos peligrosos, para asegurarse de que sean bien eliminados o reciclados. Los gobiernos locales o estatales/provinciales suelen asumir los costos de dichos programas. Sin embargo, un sistema utilizado en la Columbia Británica del Canadá obliga a los consumidores a pagar una "eco-tasa" sobre la pintura que compran. Esto, junto con fondos proporcionados por la industria de la pintura, ayuda a pagar un programa de recolección de residuos de pintura de los hogares.
Sintetizando, son desechos peligrosos los que provienen de:
- Desechos hospitalarios (desechos biológicos).
- Desechos de industria química e industria farmacéutica.
- Desechos de la actividad agropecuaria o forestal como fungicidas, plaguicidas y biocidas.
- Desechos mineros tales como relaves mineros y emisiones aéreas de chimeneas.
- Desechos de la industria energética tales como los aceites de transformadores eléctricos que contengan bifenilos policlorados coplanares.
- Desechos de la industria del petróleo tales como bituminosos, alquitrán y emulsiones acuosas.
- Desechos de la industria textil tales como cromo oxidado, colorantes y ácidos.
- Desechos de la industria militar o industria afín.
- Desechos de centros de investigación científica, tales como solventes y reactivos usados, etc.
- Desechos de la industria del plástico.

No obstante, existe una tabla de codificación de residuos a nivel europeo conocida como tabla de códigos L.E.R. (Orden MAM/304/2002, de 8 de febrero), en la que se detallan todos los residuos que "en teoría" se pueden producir, clasificados como peligrosos o no peligrosos así como por la actividad productora. Estos códigos están compuestos por 6 cifras agrupadas por bloque de 2. Ejemplos de ello:
- 15 01 10. Envases contaminados.
- 15 02 02. Absorbentes, materiales de filtración.

Estos códigos son utilizados como referente tanto para los productores de los residuos como para aquellas entidades que tienen autorización para la gestión de los mismos, siendo usado en la mayoría de los documentos oficiales en materia de gestión de residuos, tales como DOCUMENTO DE ACEPTACIÓN, DOCUMENTO DE CONTROL Y SEGUIMIENTO, etc (Real Decreto 833/1988, de 20 de julio).
Aun así, estos códigos no pueden expresar todas las características de un residuo para poder diferenciarlo del resto de su misma especie (Se usa el mismo código L.E.R. para los envases contaminados sean de plástico, metal,... 15 01 10) así que se redactó el R.D. 952/1997, de 20 de junio donde se establece una codificación secundaria del residuo que acompañará siempre al código L.E.R., detalladas en el anexo del mismo decreto. los desechos químicos también pueden contraer enfermedades como las jeringas agujas y navajas.

## Clasificación del productor de residuos
España
En la legislación española, se considera productor de residuos, según la Ley 7/2022 de 8 de abril, de residuos y suelos contaminados para una economía circular, cualquier persona física o jurídica cuya actividad produzca residuos (productor inicial de residuos) o cualquier persona que efectúe operaciones de tratamiento previo, de mezcla o de otro tipo, que ocasionen un cambio de naturaleza o de composición de esos residuos. 
Es responsabilidad del productor hacerse cargo directamente de la gestión de los residuos derivados de sus productos. Es fundamental, para un correcto cumplimiento de las obligaciones administrativas derivadas de la generación de residuos, conocer la clasificación de productor de residuos y determinar a que grupo puede pertenecer.
En la gran mayoría de las empresas se generan tanto residuos peligrosos como no peligrosos, pero es solo sobre la base de la cantidad de residuos peligrosos generada, a partir de la cual se clasifican los productores en Productores o Pequeños productores (España).
- Una producción anual superior a los 10.000 kg: Productor
- Producción inferior a 10.000 kg: Pequeño productor

Las obligaciones administrativas varían en función de que una empresa tenga consideración de pequeño productor o productor de residuos peligrosos. Se considera también como gran productor aquella entidad que genere una cantidad de residuos no peligrosos superior en su conjunto a 1000 Tm/año. Clasificación de residuos
En España de acuerdo a la Ley 22/2011 Se denomina Residuo a cualquier sustancia u objeto del que su poseedor se desprenda o del que tenga la intención de desprenderse. Se clasifican en: 
- Residuos asimilables a urbanos (Ley 22/2011). Aquellos que no tengan la calificación de peligrosos y que por su naturaleza o composición pueden asimilarse a los producidos en los domicilios particulares, comercios oficinas y servicios.
- Residuos peligrosos. Los listados en el Anexo 2 de la Orden MAM/304/2002, Lista Europea de Residuos identificados con el símbolo asterisco (*).Según el RD 952/97, son materias que en cualquier estado físico o químico, contienen elementos o sustancias que pueden representar un peligro para el medio ambiente, la salud humana o los recursos naturales.
- Residuos no peligrosos (RD 1481/2001). Aquellos que no sean peligrosos, que no puedan asimilarse a los generados en los domicilios y que tampoco puedan ser englobados dentro de los inertes porque generan cantidades significativas de lixiviado, por ejemplo unos lodos de depuradora no peligrosos.
- Residuos inertes (RD 1481/2001) Tendrán la calificación de residuos inertes aquellos residuos que no experimentan transformaciones físicas, químicas o biológicas significativas. Los residuos inertes no son solubles ni combustibles, ni reaccionan física ni químicamente ni de ninguna otra manera, ni son biodegradables, ni afectan negativamente a otras materias con las cuales entran en contacto de forma que puedan dar lugar a contaminación del medio ambiente o perjudicar a la salud humana. La lixiviabilidad total, el contenido de contaminantes de los residuos y la del lixiviado deberán ser insignificantes, y en particular no deberán suponer riesgo para la calidad de las aguas superficiales y/o subterráneas. Algunos ejemplos de estos residuos son, restos de escombros, ladrillos, hormigón fraguado, vidrio, etc.

Para conocer si el residuo contiene sustancias peligrosas en primer lugar se recurrirá a las fichas de seguridad de los productos que han intervenido en la formación del residuo, si estos son peligrosos, se puede considerar que esas sustancias peligrosas estarán también presentes en el residuo.

## Manejo de residuos peligrosos
Los primeros procesos parten de los generadores de residuos peligrosos, estos deben clasificar en forma primaria sus residuos para efectos de transporte y suministrar una Hoja de Datos de Seguridad.
Los receptores deben verificar que la carga puede ser clasificada o no como peligrosa, si no es peligrosa el tratamiento consiste en el vertido directo al contenedor señalado para tal efecto. El vertido en contenedores de residuos debe estar plenamente respaldado ante la auditoría de cualquier autoridad de salud y ambiente.
Si la clasificación es de residuos peligrosos, entonces se procede a hacer la segregación por su tipo de peligrosidad y almacenamiento temporal para su posterior operación unitaria de inertización, estabilización o disposición final en un Contenedor de seguridad.

### Manejo de sustancias peligrosas
Los trabajadores que generan o manejan desperdicios peligrosos requieren capacitación sobre sus peligros y sobre el manejo seguro y apropiado de estos materiales. Esta capacitación debe cubrir los procedimientos para recolección, rotulado y almacenaje de los desperdicios peligrosos antes de que se transporten a su sitio de desecho o tratamiento final. Además, los trabajadores deben capacitarse en procedimientos de emergencia y respuesta a derrames accidentales de los materiales con los que trabajan. Los materiales peligrosos nunca se deben desechar tirándolos por un sumidero ni en recipientes de basura comunes. Se deben poner en recipientes compatibles apropiados que se puedan sellar herméticamente. Los recipientes compatibles aseguran que los desperdicios no reaccionen con los recipientes ni los corroan. Los recipientes no se deben llenar por completo, sino que se debe dejar un espacio arriba para la expansión de los desperdicios. Los recipientes sellados se deben rotular con el nombre y la clase de sustancia peligrosa que contienen y la fecha en que se generaron.
Los recipientes de desperdicios se deben almacenar de forma segura y protegerse contra ambientes extremos. Debe segregarse y almacenarse en clases de sustancias peligrosas compatibles (inflamables, corrosivas, oxidantes, etc.) para evitar reacciones peligrosas si los desperdicios llegan a entrar en contacto. Los recipientes deben permanecer cerrados durante su almacenaje, excepto cuando sea necesario añadir o extraer desperdicios

### Almacenaje de sustancias peligrosas
Con el manejo y almacenaje apropiado de los recipientes de desperdicios se pueden evitar roturas, vuelcos y otras fallas en los recipientes. No se deben apilar ni manejar de manera que pueda ocasionarse su falla. Los recipientes de algunas sustancias inflamables pueden requerir conectarse a tierra y los recipientes deben estar sujetos contra sismos, si es posible, para prevenir derrames en caso de un sismo. Los límites de tiempo para el almacenaje de desperdicios varían según el sitio o el material (en España como máximo son 6 meses); los trabajadores deben familiarizarse con los requerimientos para su sitio de trabajo y sus desperdicios.
Las áreas de almacenaje para desperdicios peligrosos deben inspeccionarse al menos cada semana. Una contención secundaria puede prevenir derrames, pero si ocurre una fuga o derrame, los trabajadores deben seguir los procedimientos de respuesta de emergencia de su sitio de trabajo contra derrames.

### Pilas y baterías
El funcionamiento de las pilas se basa en un conjunto de reacciones químicas que proporcionan una cierta cantidad de electricidad, que si bien es pequeña, permite el funcionamiento de pequeños motores o dispositivos electrónicos. Esta ventaja favorable de la autonomía, se contrapone a los efectos negativos de los compuestos químicos empleados en la reacción donde se produce la electricidad, ya que en su mayoría son metales pesados, que liberados al medio ambiente producen serios problemas de contaminación. 

### Origen de la contaminación por pilas
Las pilas desechadas son el origen del 93 % del mercurio que se encuentra en la basura doméstica, así como del 47 % del zinc, del 48 % del cadmio y del 22 % del níquel, entre otros elementos.
Las pilas sufren la corrosión de sus carcasas afectadas internamente por sus componentes y externamente por la acción climática y por el proceso de fermentación de la basura, especialmente la materia orgánica que, al elevar su temperatura hasta los 70 °C, actúa como un reactor de la contaminación.
Cuando se produce el derrame de los electrolitos internos de las pilas, arrastra los metales pesados. Estos metales fluyen por el suelo, contaminando toda forma de vida (asimilación vegetal y animal).

### Tráfico de residuos peligrosos
En 1989, se descubrieron 60 toneladas de residuos médicos en Calabria (Italia), listos para ser incinerados en un horno industrial. Un año más tarde, el barco "Rosso" encalló cerca de la pequeña ciudad costera de Amantea, habiendo sido utilizado probablemente para transportar varias toneladas de residuos radiactivos que se habían desvanecido en el aire. Se calcula que más de cien buques de desecho como el Rosso han desaparecido en el Mediterráneo. Se cree que otros residuos han sido enterrados en el Valle de Oliva, donde los análisis han revelado la presencia de sustancias nocivas y de cesio 137 en el suelo. La mafia calabresa, la 'Ndrangheta, parece estar a la cabeza de este lucrativo comercio. Pero mientras los activistas medioambientales llevan más de 20 años advirtiendo que Calabria no debe convertirse en el vertedero de Europa, las autoridades han permanecido inactivas. Los investigadores son puestos en la estantería, los juicios se posponen constantemente y los expedientes más sulfurosos se pierden en los archivos. Así, la mafia ha amasado millones de euros gracias al tráfico de residuos radiactivos.
En 1987, la milicia de las Fuerzas Libanesas colaboró en un tráfico de residuos tóxicos. Un informe de la reconocida organización Greenpeace afirma que "15.800 barriles de diversos tamaños y 20 contenedores de residuos tóxicos fueron exportados ilegalmente de Italia a Líbano. Hombres armados pertenecientes a las Fuerzas Libanesas ocultaron la operación, sobornados con parte del dinero pagado por una empresa italiana a empresas libanesas".
En 1988 se prohibió la natación en el Líbano porque las aguas estaban muy contaminadas por este tráfico.

## Regulación comparada

### Argentina
En Argentina la Ley establece que los residuos peligrosos es la basura que puede causar daño a seres vivos o contaminar el suelo, el agua, la atmósfera o el ambiente en general; pueden ser líquidos o sólidos inflamables, sustancias o desechos que pueden hacer combustión, liberadores de gases tóxicos en contacto con el aire o el agua, tóxicos o venenos que pueden causar la muerte o dañar la salud humana o sustancias infecciosas que son las que causan enfermedades en los animales o en el hombre.
Algunos residuos peligrosos son los desechos de medicamentos y productos farmacéuticos para la salud humana y animal, los desechos de productos fitosanitarios (insecticidas, fungicidas, herbicidas, etc.), los desechos de la industria química, los desechos que tienen cianuro, los desechos de la industria de la energía, como el PCB que es un compuesto que se usaba en los transformadores eléctricos, los residuos con alquitrán, los desechos de aceite y agua o de hidrocarburos y agua, los desechos derivados de tintas, colorantes, pigmentos, pinturas, lacas o barnices y los derivados de resinas, látex, plastificantes o colas y adhesivos. En Argentina está prohibida la importación, introducción y transporte de residuos peligrosos que vengan de otros países al territorio nacional y sus espacios aéreo y marítimo, y también está prohibido importar residuos de origen nuclear. 
Los residuos patológicos son los que pueden producir una enfermedad infecciosa en los seres vivos, son un riesgo para la salud y por eso son considerados peligrosos. Algunos residuos patológicos son los restos de sangre, algodones, gasas, vendas usadas, ampollas, jeringas, objetos cortantes o punzantes, materiales descartables, residuos orgánicos originados en quirófano, residuos provenientes de cultivos de laboratorio, restos de animales producto de la investigación médica y agentes quimioterápicos. Estos residuos se generan en hospitales, clínicas de atención médica u odontológica, maternidades, laboratorios de análisis clínicos o de investigaciones biológicas, clínicas veterinarias, y estos establecimientos tienen que cumplir con lo que dice la ley sobre los residuos peligrosos, en particular realizar alguno de los tipos de tratamiento previstos como desinfección con productos químicos, uso de microondas o incineración, y almacenarlos en bolsas y contenedores especiales para evitar la contaminación.

### España
España tiene una legislación propia para la gestión de residuos peligrosos que cubren todas las actividades que pueden generarlos.
La legislación básica que cubre todos los residuos es la Ley 7/2022 de 8 de abril, de residuos y suelos contaminados para una economía circular
Concretamente los residuos peligrosos tienen una legislación ampliada a través del desarrollo de reglamentos:
- Real Decreto 363/1995, de 10 de marzo, por el que se aprueba el Reglamento sobre notificación de sustancias nuevas y clasificación, envasado y etiquetado de sustancias peligrosas.

- Real Decreto 255/2003, de 28 de febrero, por el que se aprueba el Reglamento sobre clasificación, envasado y etiquetado de preparados peligrosos.

- Real Decreto 553/2020, de 2 de junio, por el que se regula el traslado de residuos en el interior del territorio del Estado.

En cuanto a su almacenamiento: El productor está obligado a mantener los residuos almacenados en condiciones adecuadas de higiene y seguridad.
En cuanto a la mezcla o dilución de residuos peligrosos: Está prohibido mezclar o diluir los residuos peligrosos con otras categorías de residuos peligrosos o con otros residuos, sustancias o materiales.
En cuanto al envasado: Debe realizarse siguiendo las normas que le son de aplicación recogidas en el Real Decreto 833/88 sobre residuos tóxicos y peligrosos.